# Nikon D1
Nikon D1 je digitální zrcadlovka, která se objevila na trhu 15. června 1999. Cena fotoaparátu byla méně než 6000 USD a stala se díky nízké ceně první široce používanou digitální zrcadlovkou. Tělo fotoaparátu připomínalo typ Nikon F5 a mělo také stejné rozvržení hlavních ovládacích prvků. To umožnilo uživatelům této SLR zrcadlovky používat ji v poměrně krátké době. 
Ačkoliv Nikon a další výrobci vyráběli digitální SLR fotoaparáty již několik let, D1 byla první profesionální digitální zrcadlovka, která převzala vládu na profesionálním trhu.

Podle studie z roku 2001 se „D1“ často také používala v oboru plastické chirurgie.